# Scytocera longicornis
Scytocera longicornis är en insektsart som beskrevs av Ludwig Redtenbacher 1891. Scytocera longicornis ingår i släktet Scytocera och familjen vårtbitare. Inga underarter finns listade i Catalogue of Life.